# 李·哈維·奧斯瓦爾德
李·哈維·奧斯華（英語：Lee Harvey Oswald，1939年10月18日—1963年11月24日），美國路易斯安那州人，前美國海軍陸戰隊隊員，槍擊案嫌犯，同情共產主義者，被認為是肯尼迪遇刺案的主兇。案發兩日後，奧斯華在警察的嚴密戒備中當眾被傑克·魯比開槍擊斃，美國人在電視直播中目睹經過。而魯比最後也因癌症死於獄中，魯比臨死前聲稱被人下毒才罹患癌症，連番事件使肯尼迪遇刺案變得更曲折離奇。

## 生平

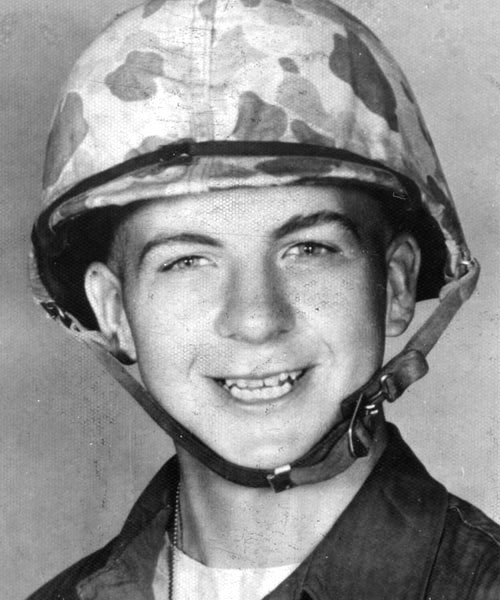
在海軍陸戰隊服役的奧斯華

奧斯華有幾個兄長，他的母親與前夫生了一個兒子，與奧斯華的生父則有了奧斯華的長兄和他自己。因為父親早亡，奧斯華曾在孤兒院生活，由於家境惡劣，其母則與下一個繼父一起生活。至18歲他家已有22次搬遷，可謂居無定所。他因學習障礙只完成了初中學業，17歲便從軍，1956年10月24日成為美國海軍陸戰隊隊員，隊中成績優異，可精確射擊200碼外標靶，在一次的半人型標靶測驗中得到滿分五十分。
奧斯華在海軍陸戰隊接受了雷達操作的初級訓練，之後參加空中管制及警報操作技術課程，在30人中得到第7名的成績。1957年7月，奧斯華派赴加州的埃爾托羅海軍陸戰隊航空基地，同年9月，因作為海軍陸戰隊第1空中管制中隊隊員，改派至日本的厚木海軍航空基地執行空中管制任務，直至1958年。
他的親蘇聯和共產主義的傾向和孤僻性格使他在軍中極不合群，也屢次犯案。1959年未滿20歲嚮往蘇聯的他，以藉口成功到蘇聯定居。但蘇聯沒有重視他，起先拒絕他留在蘇聯，後來在公寓中割腕，才得到蘇聯的同情，分配一些無聊工作給奧斯瓦爾德。他在當地娶了白俄羅斯妻子瑪莉娜·普鲁萨科娃（Marina Prusakova），兩人之間育有一女。
奧斯華在蘇聯住了2年多後，這個小家庭又回到美國定居。他常自己印製發送宣傳共產主義的傳單而被警察騷擾，不但與古巴反共人士打鬥，調查甘迺迪案的華倫委員會宣稱他曾一次差點成功暗殺反共的艾德溫·渥克（Edwin Walker）少將。刺殺甘迺迪案發兩個月前，奧斯華曾到墨西哥企圖進入古巴來支持當地的共產革命，但入境古巴不成。回到美國後，在得克薩斯州達拉斯的教科書倉庫大樓裡的找到了他的新工作。

## 肯尼迪遇刺
1963年11月22日下午12时30分，肯尼迪在得克薩斯州達拉斯遇刺，不久之後，鞋店的經理看見奧斯華沒付錢而神色緊張地躲入附近的得克薩斯州劇院。他提醒劇院的票務打電話報警。警察進入戲院要求亮燈後，該經理指認坐在後面的奧斯華，員警上前盤問。此時奧斯華掏出手槍卻擊發失敗，隨後被員警制伏。下午約二時，奧斯華來到警察局大樓，他宣稱以為警方又是來查他發共產主義傳單的事，卻被懷疑是暗殺肯尼迪的疑兇。記者會上，奧斯華否認暗殺總統。奧斯華一開始是被控同一天下午一點多射殺了一名巡邏員警J. D. Tippit，後來又被加控暗殺總統。

## 死亡
11月24日上午11:21，奧斯華轉移到縣監獄時，達拉斯夜總會經營者傑克·魯比從加強保安及人群中開槍打中奧斯華的腹部。奧斯華在下午1時07分在帕克蘭紀念醫院死亡，甘迺迪兩天前於該醫院證實不治。

## 相關連結
- 甘迺迪遇刺